# Сариколь (Цілиноградський район)
Сарико́ль (каз. Сарыкөл) — село у складі Цілиноградського району Акмолинської області Казахстану. Входить до складу сільського округу Рахимжана Кошкарбаєва.
Населення — 257 осіб (2021; 369 у 2009, 298 у 1999, 496 у 1989).
Національний склад станом на 1989 рік:
- казахи — 59 %;
- німці — 20 %.

До 2006 року село називалось Павлоградка.